# Ketesz
Ketesz (Kadesz) była boginią, która została włączona do religii starożytnego Egiptu pod koniec epoki brązu. Jej imię Egipcjanie utworzyli prawdopodobnie na podstawie semickiego rdzenia qdš oznaczającego „święty”.
Ze względu na brak wyraźnych odniesień do Ketesz jako odrębnego bóstwa w źródłach ugaryckich i syryjsko-palestyńskich jest ona uważana przez wielu współczesnych badaczy za bóstwo egipskie powstałe pod wpływem religii i ikonografii Kanaanu, a nie bóstwo kananejskie przyjęte przez Egipcjan, jak to miało miejsce z Reszefem i Anat. 
Funkcje Ketesz w religii egipskiej są trudne do określenia ze względu na brak bezpośrednich odniesień, ale jej epitety – zwłaszcza „Pani Niebios” – mogą wskazywać na charakter astralny i mogła być uważana za boginię opiekuńczą głównie przez pospólstwo. Znane źródła nie kojarzą jej z płodnością czy seksem, a dawne teorie przedstawiające ją jako „świętą nierządnicę” są obecnie odrzucane z powodu braku dowodów
Jej epitety to „Kochanka Wszystkich Bogów”, „Pani Gwiazd na Niebie”, „Ukochana Ptaha” i „Oko Ra”. Związek z Ptahem i Ra widoczny w jej epitetach łączy ją z opisami Anat i Astarte w tekstach egipskich. 
Na reprezentujących ją stelach Ketesz jest przedstawiana we frontalnym akcie – co jest niezwykłe w przypadku sztuki egipskiej – w peruce bogini nieba i „Oka Ra” Hathor, stojąca na lwie, pomiędzy bogami Minem a Reszefem. W jednej ręce trzyma węża, a w drugiej – bukiet kwiatów lotosu lub papirus